# تازه اول شبه (ترانه نیکی میناژ)
«تازه اول شبه» تک‌آهنگی از هنرمند اهل ترینیداد و توباگو نیکی میناژ است که در ۲۸ آوریل ۲۰۱۵ منتشر شد.
این تک‌آهنگ در چارت رپ آمریکا جزو ده ترانه اول قرار گرفت.